# Joe Hahn

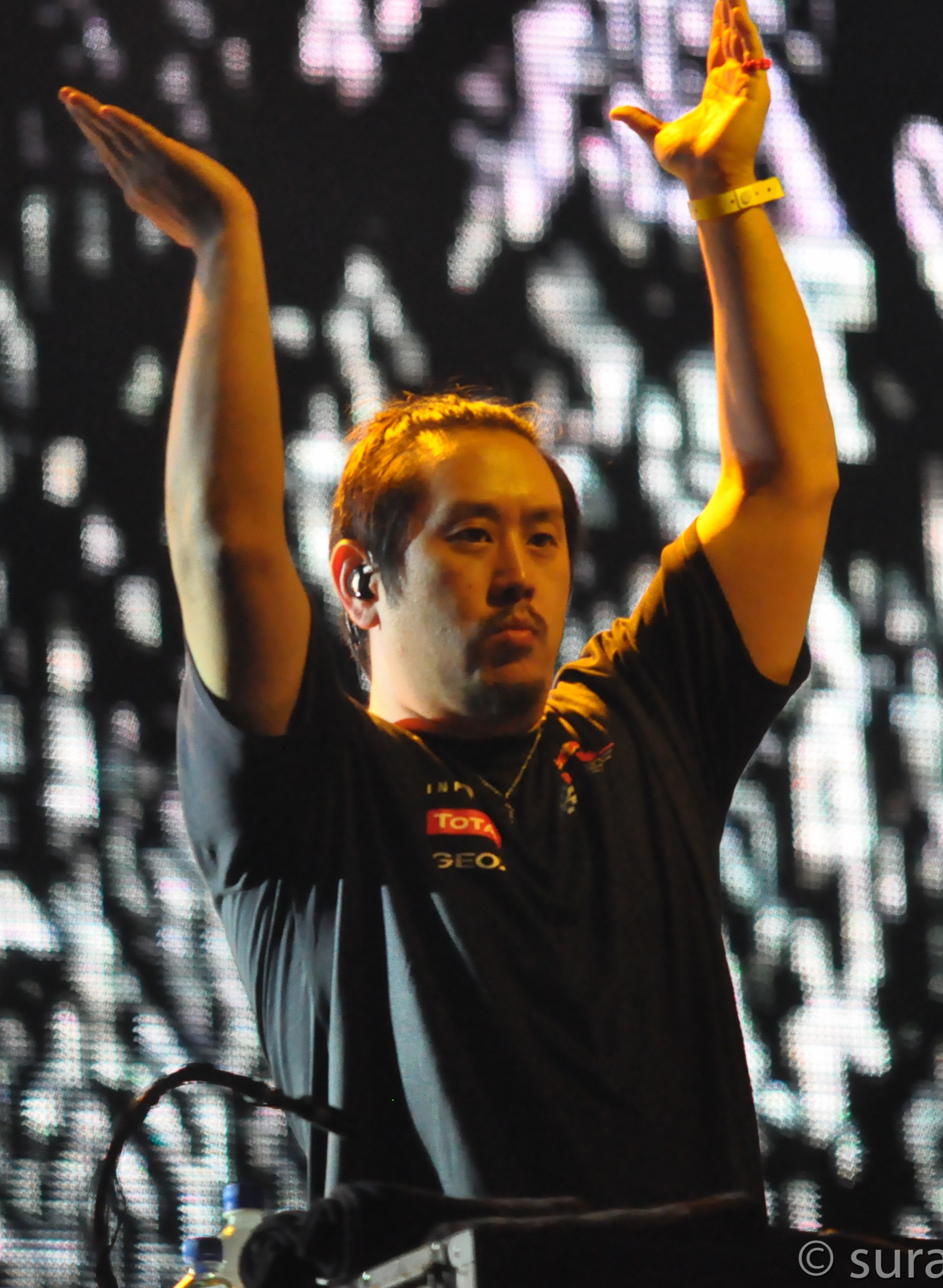
Joe Hahn (2011)

Joseph „Joe“ Hahn (* 15. März 1977 in Dallas, Texas) ist ein US-amerikanischer DJ, Regisseur und bildender Künstler. Er ist vor allem als DJ der amerikanischen Rockband Linkin Park bekannt, wo er die Turntables, das Sampling und die Programmierung für alle acht Alben von Linkin Park durchführte. Zudem zeichnete er, gemeinsam mit Bandkollege Mike Shinoda, den Großteil der Covers von Linkin-Park-Alben.

## Kindheit und Ausbildung
Joseph Hahn wurde als jüngstes von drei Kindern, am 15. März 1977 in Dallas geboren. Er hat zwei ältere Schwestern. Hahn wuchs in Glendale, Kalifornien auf. Hahn ist koreanischer Amerikaner der zweiten Generation.
Hahn absolvierte 1995 die Herbert Hoover High School in Glendale. Anschließend studierte er am Art Center College of Design in Pasadena, schloss sein Studium aber nicht ab.

## Karriere
Hahn begann als DJ in der High School. Im College lernte er Mike Shinoda kennen und schloss sich seiner Band Xero an, die 1999 mit der Veröffentlichung von Hybrid Theory erst unter diesem Namen und später als Linkin Park bekannt wurde. Hahn war an allen acht Studioalben der Band beteiligt. Auf der Rückseite von Linkin Parks erstem Remix-Album Reanimation wird er in den Credits zu den Songs „With You“ und „Cure for the Itch“, betitelt als „Wth>You“ und „Kyur4 TH Ich“, als Chairman Hahn bezeichnet. Hahn war der erste koreanische Amerikaner, der einen Grammy erhielt, als die Band 2002 den Preis für die beste Hard Rock Performance gewann.
Seine musikalischen Auftritte außerhalb der Band sind selten. Hahn und Shinoda gastierten in der Single It’s Goin’ Down von The X-Ecutioners. Hahn spielte in Shinodas Debütalbum von Fort Minor The Rising Tied auf dem Song Slip Out the Back mit.
Ab 2001 führte Hahn bei mehreren Musikvideos von Linkin Park Regie, zum Beispiel bei den Videos von „Numb“, „From the Inside“, „What I’ve Done“, „Somewhere I Belong“, „Pts.OF.Athrty“, „New Divide“, „Bleed It Out“ und „Iridescent“. Er führte auch bei Videos von Alkaline Trio, Static-X, Story of the Year, und Xzibit Regie. In einem Interview von 2003 sagte er MTV, dass das Filmemachen seine wahre Leidenschaft sei, und dass „die Musik zu machen mehr eine zusätzliche Sache sei“. Er ist dafür bekannt, den von ihm gedrehten Musikvideos verschiedene dramatische Effekte hinzuzufügen, wie zum Beispiel das Casting einer Schlange in dem Video zu „Iridescent“.
Hahn inszenierte den Trailer zum Videospiel Medal of Honor mit der Single „The Catalyst“ von Linkin Park. Hahn drehte auch das Musikvideo zu „The Catalyst“, das am 26. August 2010 uraufgeführt wurde, sowie das Musikvideo zu Linkin Parks „Waiting for the End“ und „Burning in the Skies“. Am 13. April 2011 bestätigte Mike Shinoda in seinem Blog, dass das Musikvideo zu „Iridescent“ von Hahn gedreht wird.
Zu seinen Regiewerken gehören weiters der Kurzfilm The Seed (2008) und sein Langfilmdebüt Mall: Wrong Time, Wrong, eine Verfilmung von Eric Bogosian's Roman Mall. Hahn führte ab April 2012 Regie für den 2014 erschienenen Film, in dem Vincent D’Onofrio mitspielt und der von ihm produziert wird. Die Musik für das Album wurde von Linkin Park und Alec Puro von Deadsy für den Film übernommen.
Hahn und Puro waren als Filmkomponisten für Blade of the 47 Ronin (2022) verantwortlich.
Rund um die Jahrtausendwende arbeitete Hahn an Spezialeffekten und visuellen Effekten für Produktionen wie The X-Files und der Miniserie Frank Herbert’s Dune. Im November 2011 entwarf Hahn einen Helm des Formel-1-Piloten Kamui Kobayashi. 2010 erwarb er die Verfilmungsrechte von China Miévilles Roman König Ratte.

## Privatleben
Am 15. Februar 2005 heiratete Hahn Karen Benedit; sie ließen sich 2009 scheiden.
Am 21. Oktober 2012 heiratete Hahn Heidi Woan, die er etwa zwei Jahre zuvor im Jahr 2010 getroffen hatte. Sie haben ein Kind, eine Tochter namens Lola.

## Diskografie
Mit Linkin Park
Andere Auftritte
| Jahr | Track                                                  | Artist           | Album                                              | Notizen |
| ---- | ------------------------------------------------------ | ---------------- | -------------------------------------------------- | --- |
| 2002 | „It’s Goin’ Down“ (mit Mike Shinoda)                   | The X-Ecutioners | Built from Scratch                                 | |
| 2005 | „Slip Out the Back“                                    | Fort Minor       | The Rising Tied                                    | |
| 2006 | „Where’d You Joe?“ (Remix von „Where’d You Go“)        | Fort Minor       | Fort Minor Militia EP                              | Fort Minor Militia exclusive track |
| 2006 | „Move On“                                              | Fort Minor       | Fort Minor Militia EP                              | Fort Minor Militia exclusive track |
| 2007 | „Bass on the Bottom“ (Mr. Hahn and Troublemaker Remix) | Lady Tigra       | Bass on the Bottom (Mr. Hahn + Troublemaker Remix) | |
| 2008 | „The Young & the Hopeless“ (Remixed by Mr. Hahn)       | Good Charlotte   | Greatest Remixes                                   | |
| 2009 | „Vegas Baby“                                           | Uncle Kracker    | Happy Hour (5-track Demo)                          | Outtake aus dem Album, Happy Hour |
| 2010 | „Black Rock Shooter“ (Remix by Joe Hahn)               | Hatsune Miku     | Black Rock Shooter                                 | Das Blu-ray release von Black Rock Shooter beinhaltet ein 30-sekündiges test stop motion film von einem Remix von „Black Rock Shooter“ von Joe Hahn. |

### Soundtracks
| Jahr | Title                 |
| ---- | --------------------- |
| 2022 | Blade of the 47 Ronin |

## Filmografie

### Musikvideos
| Jahr | Titel                                   | Musiker                  | Notizen                                                 |
| ---- | --------------------------------------- | ------------------------ | ------------------------------------------------------- |
| 2001 | Papercut                                | Linkin Park              | Co-Regie mit Nathan „Karma“ Cox                         |
| 2001 | In the End                              | Linkin Park              |                                                         |
| 2001 | Points of Authority                     | Linkin Park              |                                                         |
| 2002 | Cold                                    | Static-X                 |                                                         |
| 2002 | Symphony in X Major (featuring Dr. Dre) | Xzibit                   |                                                         |
| 2002 | It’s Goin’ Down                         | The X-Ecutioners         | Regisseur und Gastmusiker                               |
| 2002 | Kyur4 TH Ich                            | Linkin Park              | MTV:Playback und Cameo-Auftritt                         |
| 2003 | Somewhere I Belong                      | Linkin Park              |                                                         |
| 2003 | Numb                                    | Linkin Park              |                                                         |
| 2004 | Anthem of Our Dying Day                 | Story of the Year        |                                                         |
| 2004 | From the Inside                         | Linkin Park              |                                                         |
| 2004 | Breaking the Habit                      | Linkin Park              | Co-Regie mit Kazuto Nakazawa                            |
| 2005 | Time to Waste                           | Alkaline Trio            |                                                         |
| 2007 | What I’ve Done                          | Linkin Park              |                                                         |
| 2007 | Bleed It Out                            | Linkin Park              |                                                         |
| 2008 | Shadow of the Day                       | Linkin Park              |                                                         |
| 2008 | Given Up                                | Linkin Park              | Co-Regie mit Mark Fiore; als Linkin Park gekennzeichnet |
| 2008 | Leave Out All the Rest                  | Linkin Park              |                                                         |
| 2009 | New Divide                              | Linkin Park              |                                                         |
| 2010 | The Catalyst                            | Linkin Park              |                                                         |
| 2010 | Waiting for the End                     | Linkin Park              |                                                         |
| 2011 | Burning in the Skies                    | Linkin Park              |                                                         |
| 2011 | Iridescent                              | Linkin Park              |                                                         |
| 2012 | Burn It Down                            | Linkin Park              |                                                         |
| 2013 | A Light That Never Comes                | Linkin Park x Steve Aoki |                                                         |
| 2014 | Until It’s Gone                         | Linkin Park              |                                                         |
| 2017 | One More Light                          | Linkin Park              | Co-Regie mit Mark Fiore                                 |
| 2018 | Waste It On Me                          | Steve Aoki & BTS         |                                                         |

### Filme
| Jahr | Title                         | Rolle     | Notizen                       |
| ---- | ----------------------------- | --------- | ----------------------------- |
| 2005 | The Seed                      | Regisseur | Co-Regie mit Ken Mercado      |
| 2014 | Mall: Wrong Time, Wrong Place | Regisseur | Produktion: Vincent D’Onofrio |